# ARM Cortex-A75
L'ARM Cortex-A75 és una unitat de processament central que implementa el conjunt d'instruccions ARMv8.2-A de 64 bits dissenyat pel centre de disseny Sophia d'ARM Holdings. El Cortex-A75 és una canalització superescalar fora d'ordre de descodificació de 3 amples. El Cortex-A75 serveix com a successor del Cortex-A73, dissenyat per millorar el rendiment en un 20% respecte a l'A73 en aplicacions mòbils mantenint la mateixa eficiència.

## Disseny
Segons ARM, s'espera que l'A75 ofereixi un rendiment entre un 16 i un 48% millor que un A73 i està orientat més enllà de les càrregues de treball mòbils. L'A75 també inclou un sobre TDP augmentat de 2 W, que permet augmentar el rendiment.
Els nuclis Cortex-A75 i Cortex-A55 són els primers productes que admeten la tecnologia DynamIQ d'ARM. El successor de gran.PETIT, aquesta tecnologia està dissenyada per ser més flexible i escalable quan es dissenyen productes multi-nucli.

## Llicència
El Cortex-A75 està disponible com a nucli SIP per als llicenciataris, i el seu disseny el fa adequat per a la integració amb altres nuclis SIP (per exemple, GPU, controlador de pantalla, DSP, processador d'imatges, etc.) en una matriu que constitueix un sistema en un xip (SoC).
ARM també ha col·laborat amb Qualcomm per a una versió semi-personalitzada del Cortex-A75, utilitzada a la CPU Kryo 385. Aquest nucli semi-personalitzat també s'utilitza en alguns SoC de gamma mitjana de Qualcomm com Kryo 360 Gold.